# Gabrio Zandonà
Gabrio Zandonà (Roma, 11 de junio de 1977) es un deportista italiano que compitió en vela en la clase 470.
Ganó una medalla de oro en el Campeonato Mundial de 470 de 2003 y tres medallas de bronce en el Campeonato Europeo de 470 entre los años 2001 y 2009.
Participó en tres Juegos Olímpicos de Verano, entre los años 2004 y 2012, ocupando el sexto lugar en Pekín 2008 y el cuarto en Londres 2012.

## Palmarés internacional
| \| Campeonato Mundial \| Campeonato Mundial \| Campeonato Mundial \| Campeonato Mundial \| \| Año \| Lugar \| Medalla \| Clase \| \| ------------------ \| ----------------------- \| ------------------ \| ------------------ \| \| 2003 \| Cádiz (España) \| Medalla de oro \| 470 \| \| Campeonato Europeo \| \| \| \| \| Año \| Lugar \| Medalla \| Clase \| \| 2001 \| Dún Laoghaire (Irlanda) \| Medalla de bronce \| 470 \| \| 2007 \| Salónica (Grecia) \| Medalla de bronce \| 470 \| \| 2009 \| Traunsee (Austria) \| Medalla de bronce \| 470 \| |                         |                   |       |
| Campeonato Mundial |                         |                   |       |
| Año | Lugar                   | Medalla           | Clase |
| 2003 | Cádiz (España)          | Medalla de oro    | 470   |
| Campeonato Europeo |                         |                   |       |
| Año | Lugar                   | Medalla           | Clase |
| 2001 | Dún Laoghaire (Irlanda) | Medalla de bronce | 470   |
| 2007 | Salónica (Grecia)       | Medalla de bronce | 470   |
| 2009 | Traunsee (Austria)      | Medalla de bronce | 470   |